# 基斯比 (新澤西州)
基斯比（英語：Keasbey）是位於美國新澤西州米德爾塞克斯縣的普查規定居民點。

## 人口
根據2020年美國人口普查的數據，基斯比的面積為4.66平方千米，當中陸地面積為3.78平方千米，而水域面積為0.88平方千米。當地共有人口3027人，而人口密度為每平方千米649.57人。